# Rößler
Der Familienname Rößler, Rössler oder Rösler gehört zu der Gruppe der Berufsnamen. Erstmals belegt ist der Name 1340 als Rößeler. Grundlage des Namens sind die mittelhochdeutschen Wörter ros oder ors, die Pferd, Streitroß oder Wagenpferd bedeuten. Außerdem ist der Name Deminutiv zum mittelhochdeutschen Wort rössel(in), Einer der mit Pferden zu tun hat, Pferdezüchter, Pferdebesitzer, Pferdehändler und Fuhrmann. Nach einer anderen Deutung entstand der Name auch als Herkunftsname zu den Ortsnamen Roßla, Roßlau und Rößlau. Dieser Herkunftsname ist erstmals für 1424 belegt.
Die Herkunft der Namensvariante Rösler ist teilweise wie oben erklärt zu verstehen, zum Teil jedoch auch als Berufsname zum mittelhochdeutschen röse (Rose) für einen Rosenzüchter oder Rosenhändler. Zum Teil ist es auch ein deminutivischer Hausname zu Rose (mittelhochdeutsch für rœssel). Diese Deutung ist in der Namenforschung allerdings umstritten.
Zum anderen wird von Josef Karlmann Brechenmacher in Süddeutschland auch auf einen „Salzfuhrmann“ hingewiesen.

## Schreibweisen
Bis zur Versteinerung der Familiennamen Anfang des 19. Jahrhunderts unterlag die Schreibweise weitgehend der Schreibkundigkeit (Lautgefühl) der damaligen Urkundsbeamten (Geistliche, Lehrer, Offiziere).
Weitere Schreibweisen des Familiennamens sind:
- Roessler
- Roeßler
- Rössler
- Rößler
- Rößeler
- Rösler
- Roesler
- Röseler
- Roeseler

## Namensträger

### A
- Adalbert von Rößler, siehe Adalbert von Roessler (1853–1922), deutscher Maler
- Adolf Rössler (1814–1885), deutscher Entomologe (Lepidopterologe)
- Adolf von Rößler (1841–1900), deutscher Jurist
- Albert Rössler (* 1975), österreichischer Chemieingenieur
- Albert Franz von Rößler (1815–1879), Polizeidirektor und preußischer Amtmann
- Alfred Rößler (Mathematiker) (1903–1989), deutscher Mathematiker und Hochschullehrer
- Alfred Rößler (Maler) (1906–1982), deutscher Maler und Zeichner
- Almut Rößler (1932–2015), deutsche Organistin und Kirchenmusikerin
- André Rößler (* 1978), deutscher Schauspieler und Regisseur
- Andrea Rössler, deutsche Romanistin
- Anita Riecher-Rössler (* 1954), deutsche Psychiaterin
- Armin Rößler (* 1972), deutscher Science-Fiction-Schriftsteller, Journalist und Herausgeber von Science-Fiction-Literatur
- Astrid Rössler (* 1959), österreichische Politikerin (GRÜNE)

### B
- Beate Rössler (* 1958), deutsch-niederländische Philosophin
- Birgitt Röttger-Rössler (* 1955), Hochschullehrerin für Sozial- und Kulturanthropologie und Psychologische Anthropologie

### C
- Carl Rössler (1864–1948), österreichisch-deutscher Schriftsteller und Schauspieler
- Carl Rössler (Architekt) (1890–nach 1950), österreichischer Ingenieur und Architekt
- Constantin Rößler (1820–1896), deutscher Philosophieprofessor und Publizist
- Curt Weigel-Rössler (1892–nach 1965), deutscher Schriftsteller

### D
- Damian Rössler, französischer Mathematiker
- Detlef Rößler (1942–2013), deutscher klassischer Archäologe
- Dietrich Rössler (1927–2021), deutscher Arzt und Theologe, Hochschullehrer

### E
- Eberhard Rössler (* 1929), deutscher Autor
- Elke Rössler (* 1969), deutsche Drehbuchautorin
- Emil Franz Rössler (1815–1863), böhmisch-deutscher Rechtshistoriker, Bibliothekar und Mitglied der Frankfurter Nationalversammlung
- Erich Rößler, deutscher Jurist und Landrat
- Ernst Rößler (Geistlicher) (1930–2020), deutscher katholischer Geistlicher, Prälat und Offizial
- Ernst Karl Rößler (1909–1980), deutscher evangelischer Pfarrer, Kirchenmusiker und Orgelsachverständiger
- Ervin Rössler (1876–1933), kroatischer Zoologe

### F
- Franz-Georg Rössler (1949–2017), deutscher Komponist, Esperantist
- Friedrich Rössler (1882–1950), österreichischer Augenarzt
- Friedrich Ernst Roessler (1813–1883), deutscher Münzbeamter und Unternehmer
- Fritz Rössler (1886–1961), deutscher Architekt
- Fritz Rößler (1912–1987), deutscher Politiker und Nationalsozialist

### G
- Georg Rößler (1887–1952), deutscher Politiker, MdL
- Gerhard Rößler (1926–2013), deutscher Schriftsteller
- Günter Rössler (1926–2012), deutscher Fotograf
- Gustav von Rößler (1850–1919), deutscher Komponist und Musikdirektor, siehe Gustav von Roessler
- Gustav Rößler (1869–1928), deutscher Elektroingenieur und Hochschullehrer, siehe Gustav Roeßler

### H
- Hans Rößler (1935–2025), deutscher Lehrer und Historiker
- Hector Roessler (1842–1915), deutscher Chemiker und Unternehmer
- Heinrich Rößler (1911–1991), deutscher Ingenieur, siehe Unimog#Baureihe 70200
- Hektor Rössler (1806–1875), Landtagsabgeordneter Großherzogtum Hessen
- Hektor Rößler (Münzrat) (1779–1863), hessischer Mechanikus und Münzmeister
- Hellmuth Rössler (1910–1968), deutscher Historiker
- Helmut Rößler (1903–1982), deutscher evangelischer Geistlicher
- Helmut Rössler (1922–2019), deutscher Mediziner
- Herbert Rößler (1911–1997), deutscher Kunsterzieher, Maler, Lyriker und Essayist
- Horst Rößler (1925–2012), deutscher Heimatforscher

### I
- Isabel Rößler (* ≈1995), deutsche Jazz- und Improvisationsmusikerin

### J
- Johann Carl Rößler (1775–1845), deutscher Porträtmaler
- Johann Gottlieb Wilhelm Rößler (1682–1734), deutscher Theologe und Geistlicher
- Johann Heinrich Rößler (1751–1832), Begründer der Schreinerfamilie Rößler
- Johann Michael Rößler (1791–1849), Untermünkheimer Schreiner, fertigte die sog. Rößler-Kästen
- Johannes Rößler (1915–1995), deutscher Ökonom
- Johannes Rössler (* 1965), deutsch-britischer Philosoph
- Johannes Baptist Rößler (1850–1927), österreichischer katholischer Bischof
- Josef Rössler (1809–1888), böhmischer Fabrikant
- Juliana Rößler (* 1983 oder 1984), deutsche Kanutin

### K
- Karl Rößler (1788–1863), deutscher Fabrikant und Mineraloge
- Karl Adolf Rössler (1814–1885), deutscher Jurist, Beamter, Maler und Schmetterlingsforscher
- Karl Josef Rößler (1878–1969), deutscher Politiker (BCSV, CDU), MdL Baden
- Klaus Rößler (1939–2018), deutscher Maler und Grafiker

### L
- Ludwig von Rößler (Beamter) (1785–1835), deutscher Verwaltungsbeamter und General-Domänen-Direktor
- Ludwig von Rößler (Politiker) (1809–1884), deutscher Jurist, nassauischer Appellationsgerichtsrat, MdL Nassau
- Ludwig von Rössler (Maler) (1842–1910), deutscher Maler
- Ludwig von Rößler (General) (1857–1917), österreichischer Generalmajor
- Ludwig Rössler (Unternehmer) (1858–1929), österreichisch-tschechischer Unternehmer
- Ludwig von Rößler (Ingenieur) (1877–1965), deutscher Ingenieur und Hochschullehrer

### M
- Margot Rössler (1907–1991), deutsche Glaskünstlerin und Autorin
- Martin Rößler (Kirchenmusiker) (1934–2024), deutscher Kirchenmusiker und evangelischer Theologe
- Martin Rössler (* 1956), deutscher Ethnologe
- Martin Rößler (Staatssekretär) (* 1968), deutscher Jurist und politischer Beamter (CDU)
- Mathias Rössler (1754–1829), böhmischer Pomologe und Seelsorger
- Matthias Rößler (* 1955), deutscher Politiker (CDU)
- Mauriz von Rössler (1857–1912), österreichischer Wirtschaftsfachmann und Handelsminister
- Max Rössler (* 1940), Schweizer Investor und Mäzen
- Mechtild Rössler (* 1959), deutsche Kulturgeographin, Direktorin der UNESCO-Abteilung für das Kulturerbe und des UNESCO-Welterbezentrums

### O
- Otto Rössler (Kreisleiter) (1894–nach 1940), österreichischer NSDAP-Kreisleiter
- Otto Rössler (Politiker) (1904–1978), deutscher Politiker (BHE)
- Otto Rössler (Orientalist) (1907–1991), österreichischer Semitist und Afrikanist
- Otto E. Rössler (* 1940), deutscher Biochemiker

### P
- Patrick Rössler (* 1964), deutscher Kommunikationswissenschaftler
- Paul Rößler (1873–1957), deutscher Maler
- Paul Rössler (* 1968), deutscher Germanist, Sprachwissenschaftler und Hochschullehrer
- Peter Rößler (Jurist) (1912–1993), deutscher Jurist und Präsident des Verfassungsgerichtshofes für das Land Baden-Württemberg (1976–1979)
- Peter Rößler (Museumspädagoge) (* 1934), deutscher Pädagoge
- Peter Rößler (Fußballspieler) (* 1939), deutscher Fußballspieler
- Philipp von Rößler (1828–1894), deutscher Gutsbesitzer und Militärschriftsteller
- Philipp Ludwig Rößler (1743–1803), nassauischer Hofgerichtsdirektor

### R
- Ralf Rößler (* 1953), deutscher Chemiker, Zahnarzt und Hochschullehrer
- Reimara Rössler (* 1939), deutsche Medizinerin
- Richard Rössler (Musiker) (1880–1962), deutsch-baltischer Pianist und Komponist
- Richard Rößler (Schwimmer) (1881–1969), deutscher Schwimmer
- Richard Rössler (Mediziner) (1897–1945), österreichischer Pharmakologe
- Robert Rößler (1838–1883), deutscher Dialektdichter
- Ronny Rößler (* 1965), deutscher Paläontologe
- Rudolf Rössler (Maler) (1864–1934), österreichischer Maler
- Rudolf Rößler (1897–1958), deutsch-schweizerischer Verleger und Spion

### S
- Stephan Rössler (1842–1923), österreichischer Geistlicher, Historiker und Abt von Zwettl

### U
- Ulrich Rößler (* 1939), deutscher Festkörperphysiker
- Ulrike Rößler (* 1977), deutsche Schachspielerin
- Ursula Rößler-Köhler (1947–2019), deutsche Ägyptologin

### W
- Walter Rößler (1871–1929), deutscher Konsul
- Walter Eduard Ferdinand Rössler (1904–1996), deutscher Bildhauer
- Waltraud Fritsch-Rößler (* 1957), deutsche Germanistin
- Werner Rössler (1926–1990), deutscher Textilingenieur und Fabrikant
- Wilhelm Rößler, deutscher Fußballspieler
- Wilhelm Rössler (1909–1995), österreichischer Botaniker (Paläobotaniker)
- Willi Rößler (1924–2007), deutscher Fechter
- Willy Rößler (1884–1959), deutscher Gewerkschafter und Widerstandskämpfer
- Wolfgang Rössler (* 1960), deutscher Biologe, Zoologe und Hochschullehrer
- Wulf Rössler (* 1947), deutscher Psychiater